# Meyer Burger Technology
Das schweizerische Unternehmen Meyer Burger Technology AG ist ein industrieller Hersteller von Solarzellen und Solarmodulen, mit Sitz in Gwatt, einem Stadtteil von Thun.
Die Namensaktien des Unternehmens sind an der SIX Swiss Exchange kotiert.

## Geschichte

### Ausrüster der Uhren- und Chipindustrie
Das Unternehmen wurde 1953 in Hünibach gegründet und lieferte zunächst Bohrmaschinen für die Uhrenindustrie. Mit ihnen konnten Uhrensteine aus Saphir und Rubin gebohrt werden. In den 1970er Jahren startete die Produktion von Sägen für Silizium-Wafer, die in der Chipindustrie gebraucht wurden.

### Anbieter in der Solarindustrie
1999 gab sich das Unternehmen mit der Gründung der Meyer & Burger Holding AG in Zug eine Holdingstruktur und brachte im selben Jahr seine erste Bandsäge für die Solarindustrie auf den Markt. Im Zuge der wachsenden Solarindustrie expandierte das Unternehmen ab 2003 mit der Erschliessung des russischen, asiatischen und amerikanischen Marktes und gründete Tochtergesellschaften in China und Japan. 2006 wurde der Konzern von Meyer & Burger Holding AG in Meyer Burger Technology AG umbenannt und der Konzernsitz nach Baar verlegt. Im November 2006 ging das Unternehmen an die Börse.
Die Solarmodule werden mit Ökostrom hergestellt und enthalten laut eigenen Angaben nicht die Schadstoffe Blei und PFAS.
Zwischen 2010 und 2012 wurde die Konzerngruppe durch Unternehmensübernahmen vergrössert. Diese umfassen die gesamte Wertschöpfungskette (Wafer – Zelle – Modul) in der Photovoltaik-Produktion mit eigenen Produktionsmaschinen.

### Entwicklung seit 2019
2019 erfolgte eine Abkehr vom Maschinenbau für die Solarindustrie und eine Konzentration auf die eigene Solarzellenfertigung und -verbindung, d. h. auf die Heterojunction-Zellbeschichtung und die SmartWire Connection Technology (SWCT) zur Zellverbindung. Hierzu wurde der gesamte Geschäftsbereich «Säge- und Trenntechnologie» an die Precision Surfacing Solutions im Mai 2019 verkauft. Der Firmensitz befindet sich seit 2012 in Thun, der Hauptproduktionsstandort für Fertigungsanlagen dagegen im sächsischen Hohenstein-Ernstthal, wo Meyer Burger 2011 die Mehrheit am Unternehmen Roth & Rau übernahm.
Nach einer öffentlich ausgetragenen Auseinandersetzung zwischen dem Verwaltungsrat und den Hauptaktionären, darunter Sentis Capital und Elysium Capital, wurden die Aktionärsvertreter Mark Kerekes und Urs Fähndrich ins oberste Leitungsorgan gewählt und Mitte 2020 nach acht Verlustjahren eine veränderte Unternehmensstrategie angekündigt. Um eine Neuausrichtung zu ermöglichen, wurde eine Kapitalerhöhung von 165 Millionen Franken durchgeführt; Sentis Capital verpflichtete sich vorab, 50 Millionen Franken einzubringen. An den deutschen Produktionsstandorten in Freiberg in Sachsen (vormals Solarworld) und Bitterfeld-Wolfen (vormals Sovello) in Sachsen-Anhalt begann Mitte 2021 die Herstellung von Heterojunction-Solarzellen und Photovoltaik-Modulen. Im Folgejahr kündigte das Unternehmen den Ausbau der Produktion an.
Im Oktober 2022 kündigte das Unternehmen eine weitere Kapitalerhöhung von 250 Millionen Franken an. Dieses wurde auf einer ausserordentlichen Hauptversammlung am 28. Oktober beschlossen und durch die Depotbanken bis zum 7. November 2022 umgesetzt. Es wurden dafür 934 Millionen neue Namensaktien mit einem Nennwert von jeweils 0,05 Schweizer Franken ausgegeben, der Bezugspreis lag bei 0,267 Schweizer Franken pro neuer Aktie.
Am 26. März 2024 kündigte Meyer Burger allen Mitarbeitern in Freiberg und gab die Schliessung des Produktionsstandorts bekannt. Noch im September desselben Jahres wurden weitere Schritte nötig: Am 18. September schied der CEO Gunter Erfurt aus und wurde vom VR-Präsident Franz Richter abgelöst, ausserdem verliess der Finanzchef Markus Nikles das Unternehmen, dessen Aufgaben im Unternehmen intern neu verteilt werden sollten. Zusätzlich sollten 200 Stellen abgebaut, Solarmodule aus Beständen abverkauft und «weitere Vermögensgegenstände» veräussert werden.
Im Mai 2025 wurde die Einstellung der Produktion in den USA bekannt, mit der sofortigen Schliessung des Betriebs in Goodyear im Bundesstaat Arizona. Grund für den Rückzug sei ein Liquiditätsengpass.
Am 1. Juni wurden die Aktien von Meyer Burger "bis auf weiteres" von der Schweizer Börse SIX suspendiert. Grund dafür sei der fehlende Unternehmensbericht, welcher von Meyer Burger auf den Freitag, 30. Mai angekündigt und nun erneut verschoben wurde.

## Firmenstruktur
Im Jahr 2010 fusionierte Meyer Burger mit dem zuvor eigenständigen Unternehmen 3S Industries. Die 3S Industries AG hatte ihren Sitz in Lyss und wurde 2001 gegründet. 3S war seit 2005 an der Berner Börse BX Berne eXchange kotiert. Die ehemaligen Kompetenzzentren von 3S Industries wurden Geschäftsbereiche von Meyer Burger.

### Meyer Burger (Germany) GmbH
Die Roth & Rau AG wurde 2015 in Meyer Burger (Germany) AG umbenannt. Das Unternehmen entwickelte und produzierte Anlagen und Maschinen zur Oberflächenbearbeitung in der Photovoltaik-Industrie und war massgeblich an der Industrialisierung der sogenannten PERC (Passivated Emitter and Rear Contact) Technologie beteiligt. Zudem entwickelt und baut das Unternehmen Massen-Produktionsanlagen zur Herstellung hoch-effizienter Solarzellen mit Heterojunction-Technologie.

### Pasan SA
Im Zuge der Fusion mit 3S Industries wurde Pasan 2010 Teil von Meyer Burger. Der Fokus des Unternehmens liegt auf der Entwicklung und Herstellung von Test- und Messsystemen für Solarzellen und -module. Dazu zählen unter anderem Sonnensimulatoren, die von internationalen Zertifizierungsstellen wie dem TÜV sowie zahlreichen Zell- und Modulherstellern genutzt werden. Der Sitz des Unternehmens befindet sich in Neuchâtel (Neuenburg) in der Schweiz.

### Tochtergesellschaften
Weitere Tochtergesellschaften des Unternehmens befinden sich in den Vereinigten Staaten sowie in China und Singapur.

### Beteiligung an Oxford Photovoltaics Ltd.
2019 wurde Meyer Burger grösster Anteilseigner bei Oxford Photovoltaics Ltd., einer Ausgründung der Universität Oxford auf dem Gebiet der Heterojunction- und Perowskit-Technologie. Den Kooperationsvertrag versuchte Oxford PV im Juli 2021 einseitig zu kündigen.

## Aktie
Die Namenaktien werden seit November 2006 an der SIX Swiss Exchange in Zürich gehandelt (SIX Tickersymbol: MBTN). Sie zählen zum Swiss Performance Index und weiterer Aktienindices.
Zu den grössten Anteilseignern zählen (Stand März 2022):
- Sentis Capital PCC (Cell 3) (Petr Kondrashev)[40]
- Invesco Ltd.
- BlackRock
- Swisscanto Fondsleitung AG
- Universal Investment
- UBS Fund Management (Switzerland) AG

## Ehemalige Geschäftsbereiche
Im Zuge einer Neuausrichtung des Unternehmens hat Meyer Burger insbesondere ab 2018 einige Bereiche und Tochterunternehmen veräussert.
Die Firma 3S Industries mit u. a. den Bereichen 3S Modultec und 3S Photovoltaics fusionierte 2010 mit Meyer Burger und wurde als Geschäftsbereich 3S Photovoltaik weitergeführt. Im Folgenden entstanden die Marken 3S Modultec sowie Solar Building Technologies. Der Geschäftsbereich wurde später in die Business Unit «Energy Systems» von Meyer Burger integriert und 2018 in die separate Firma 3S Solar Plus AG ausgelagert und verkauft.
Der Geschäftsbereich «Säge- und Trenntechnologie» wurde Ende April 2019 für 50 Mio. Fr. an die Firma Precision Surfacing Solutions (PSS) verkauft.
Zur Meyer Burger Gruppe gehörte bis 2019 auch die AIS Automation Dresden GmbH. Dann wurde sie an die S&T AG verkauft.
Im Zuge der Übernahme der Roth & Rau AG im Jahr 2011 wurde auch die Roth & Rau Netherlands B.V. Teil der Meyer Burger Gruppe. Der Geschäftsbereich wurde im Dezember 2019 wieder verkauft. Teil Roth & Rau AG war auch die Muegge GmbH, die im August 2020 veräussert wurde.